# İbrahim Zengin
İbrahim Zengin (1931 – 10 luglio 2013) è stato un lottatore turco, specializzato nella lotta libera.

## Palmarès

### Olimpiadi
- 1 medaglia:
  - 1 argento (Melbourne 1956 nei pesi welter)